# Đàn cá gỗ
Đàn cá gỗ (tất cả viết cách điệu in thường) (tiếng Anh: Wooden Fish) là một bộ phim ngắn điện ảnh độc lập Việt Nam thuộc thể loại lãng mạn – chính kịch ra mắt năm 2025, do Nguyễn Phạm Thành Đạt làm đạo diễn, biên kịch kiêm nhà sản xuất. Đây là phim đầu tay và đồng thời cũng là tác phẩm tốt nghiệp của anh tại Trường Đại học Sân khấu – Điện ảnh Hà Nội. Phim có sự tham gia diễn xuất của Nguyễn Quốc Hùng, Nguyễn Minh Hà, Lãnh Thanh, cùng các diễn viên khác như Sơn X, Mai Xuân Thành, Hà Thu Nguyệt, Minh Khang, Nguyễn Đức Anh, Giàng A Phá, Lê Chí Anh, Minh Đức và Vũ Trung Đức.
Đàn cá gỗ là phim ngắn Việt Nam đầu tiên được phát hành chính thức tại các cụm rạp thương mại. Tác phẩm cũng đã giành được giải Cánh diều vàng ở hạng mục phim ngắn xuất sắc nhất trong năm 2024.

## Diễn viên

### Diễn viên chính
- Nguyễn Quốc Hùng trong vai Cường
- Nguyễn Minh Hà trong vai Hoa
- Lãnh Thanh trong vai Hưng

### Diễn viên phụ
- Sơn X trong vai Ba Cường
- Mai Xuân Thành trong vai Thanh Tuấn
- Hà Thu Nguyệt trong vai Hương Lan
- Minh Khang trong vai Minh Khang
- Nguyễn Đức Anh trong vai Béo
- Giàng A Phá trong vai Phá
- Lê Chí Anh trong vai Tèo
- Minh Đức trong vai Cu
- Vũ Trung Đức trong vai Đức

## Sản xuất

### Âm nhạc
Nguyễn Phạm Thành Đạt là người đảm nhận toàn bộ phần nhạc nền của phim. Ngoài ra, tổng cộng có 2 ca khúc xuất hiện trong phim là "Phép màu" của MAYDAYs, Minh Tốc và "5 ngón bàn tay" của Nguyễn Hùng. Đáng chú ý, Nguyễn Hùng cũng chính là thành viên trong nhóm MAYDAYs và cũng là người trình bày ca khúc "Phép màu". Trong phim, "5 ngón bàn tay" vang lên trong phân cảnh Cường (Nguyễn Quốc Hùng đóng) vào quán karaoke để tìm Hưng (Lãnh Thanh đóng) bàn chuyện bán thuyền. Đặc biệt nhất là "Phép màu", khi ca khúc này xuất hiện với hai phiên bản: bản rock và bản acoustic. Bản rock được sử dụng xuyên suốt bộ phim, trong khi bản acoustic là phiên bản do nhân vật Cường hát tặng cho Hoa (Minh Hà đóng) trên thuyền. Ngoài ra, bản acoustic này cũng được lồng ghép vào phần danh đề kết thúc.
| STT | Nhan đề          | Sáng tác         | Trình bày         | Thời lượng |
| --- | ---------------- | ---------------- | ----------------- | ---------- |
| 1.  | "Phép màu"       | Nguyễn Quốc Hùng | MAYDAYs, Minh Tốc | 4:15       |
| 2.  | "5 ngón bàn tay" | Nguyễn Quốc Hùng | Nguyễn Quốc Hùng  | 3:37       |

Riêng ca khúc "Phép màu" của MAYDAYs đã từng là một hiện tượng âm nhạc khi đạt hơn 30 triệu lượt xem trên YouTube. Đồng thời, ca khúc này cũng từng dẫn đầu trên các nền tảng nhạc số khác như Spotify, iTunes, Apple Music, NCT Realtime và Zing MP3. Ngoài ra, theo chia sẻ từ đạo diễn Nguyễn Phạm Thành Đạt, ban đầu anh không có ý định đưa phim ra rạp. Tuy nhiên, vì sức hút quá lớn của ca khúc "Phép màu", anh và đoàn phim đã quyết định phát hành bộ phim tại rạp.

## Phát hành

### Quảng bá
Vào ngày 5 tháng 6 năm 2025, trang fanpage chính thức của đơn vị sản xuất đã thay đổi ảnh đại diện và ảnh bìa thành áp phích của phim, kèm dòng chữ "Coming soon". Động thái này đã khiến khán giả đồn đoán về việc phim sẽ được công chiếu trong thời gian tới. Sau đó, vào ngày 15 tháng 6 năm 2025, đơn vị sản xuất chính thức công bố áp phích teaser kèm thông tin xác nhận rằng bộ phim sẽ được công chiếu trên màn ảnh rộng. Ngày hôm sau, nhà phát hành tiếp tục giới thiệu poster chính thức cùng với trailer chính thức của bộ phim.

## Đón nhận

### Doanh thu phòng vé
Phim bắt đầu mở bán vé sớm từ ngày 8 tháng 7 với mức giá ưu đãi chỉ 39 nghìn đồng. Mặc dù chỉ có thời lượng ba mươi phút, nhưng đến ngày 12 tháng 7, số vé đặt trước đã vượt mốc mười nghìn. Ngoài ra, chỉ một ngày sau, lượng vé bán ra tiếp tục tăng gấp đôi, cán mốc hai mươi nghìn. Đến ngày 15 tháng 7, khi phim chính thức khởi chiếu, chỉ trong nửa ngày đầu tiên, lượng vé tiêu thụ đã vượt 30.000 vé, tương đương doanh thu khoảng 1.2 tỷ đồng. Thành tích ấn tượng này đã giúp phim vượt mặt nhiều bom tấn khác ra mắt cùng thời điểm như Superman hay Thế giới khủng long: Tái sinh, đồng thời trở thành phim điện ảnh Việt Nam có doanh thu mở màn cao nhất trong khoảng thời gian đó. Tính đến hết ngày, tổng số vé bán ra đạt 50 nghìn vé, mang về doanh thu khoảng 2.5 tỷ đồng. Qua ba ngày khởi chiếu, phim đạt 3.6 tỷ. Theo dữ liệu của Box Office Vietnam, phim đã đạt top 1 doanh thu phòng vé trong 3 ngày liền, trước khi bị Superman giành lại vị trí.

### Giải thưởng
| Năm  | Giải thưởng | Hạng mục                | Đề cử     | Kết quả        | Nguồn  |
| ---- | ----------- | ----------------------- | --------- | -------------- | ------ |
| 2024 | Cánh diều   | Phim ngắn xuất sắc nhất | Đàn cá gỗ | Cánh Diều Vàng | [ 11 ] |